# 柴田学园大学短期大学部
柴田学园大学短期大学部（日语：*），是一所位于日本青森县弘前市的私立短期大学。

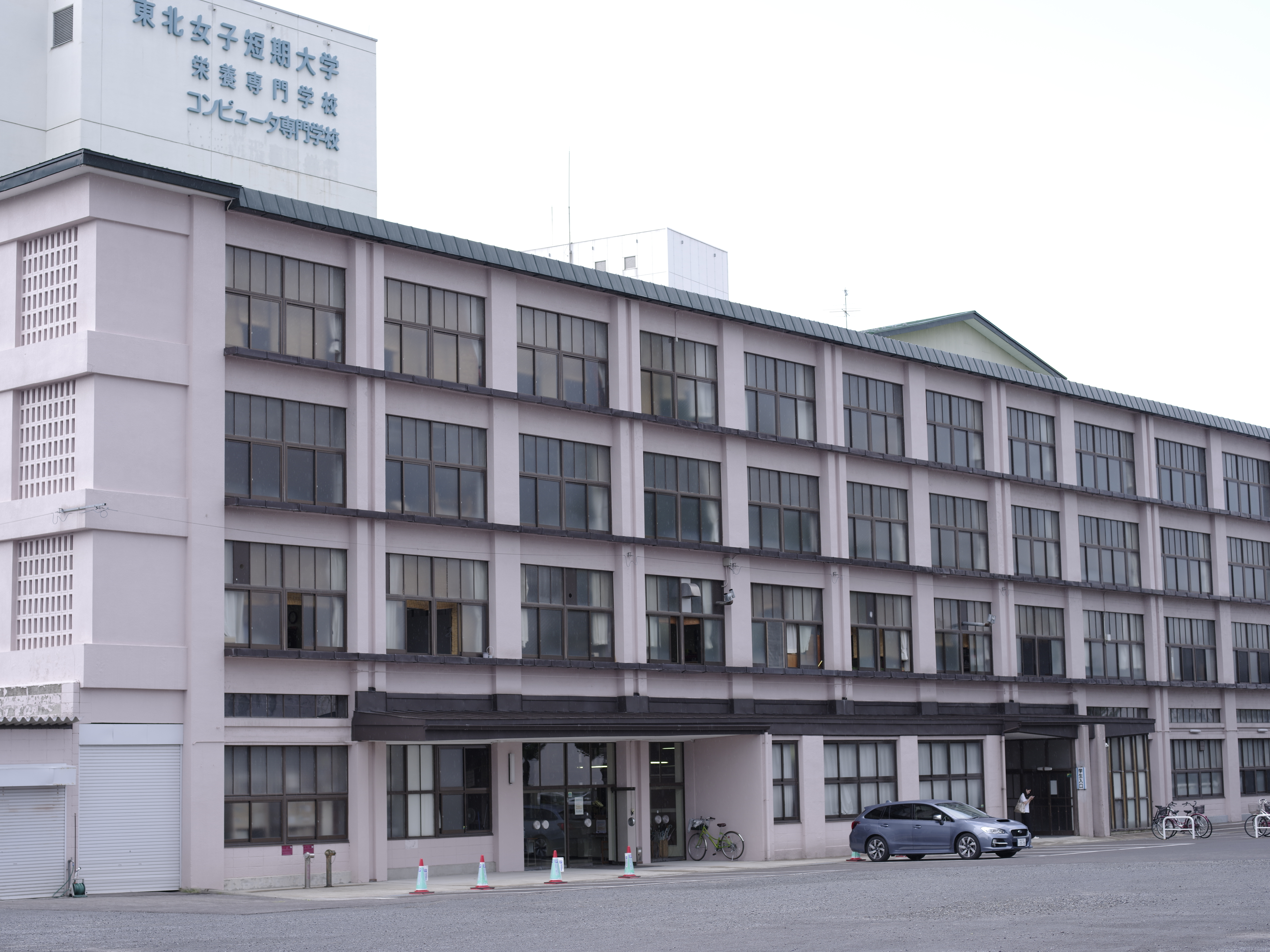
柴田學園大學短期大学部

## 概要

### 简介
- 学校最早可以追溯到1923年[1][2]。短期大学为于1950年开办[2]、由学校法人柴田学园经营。开始招収男学生从1998年于保育科[2]。

### 历史
- 1950年 东北女子短期大学成立并同时设置服装科[注 1]。
- 1954年 生活科成立[2]。
- 1955年 专科服装专攻[注 3]成立[3]。
- 1960年 专科食物专攻成立[3]。
- 1965年 保育科成立[2]。
- ****年 专科保育专攻成立。
- 1998年 开始招収男学生于保育科[2]。
- 2011年 服装科[注 1]招生最后。
- 2021年 男女共學化，改為現名。

### 宪章
- 请参看东北女子短期大学的标志（页面存档备份，存于） （日語） 2013年12月29日阅览。

## 学校环境
- 校区：在青森县弘前市

## 历任校长
- 柴田やす：第一代短期大学校长[2]。
- 今村吉彦：现在短期大学校长[4]

## 组织

### 学科
- 生活科
- 保育科

### 前学科
- 服装科[注 1][注 2]

### 专科
| - 服装专攻：已停办 - 食物专攻：已停办 - 保育专攻：已停办 |

### 业余课程
| - 没有 |

### 附属机关
| - 图书馆 |

## 相关链接
- 日本短期大学列表
- 东北女子大学